# Орсениго, Чезаре

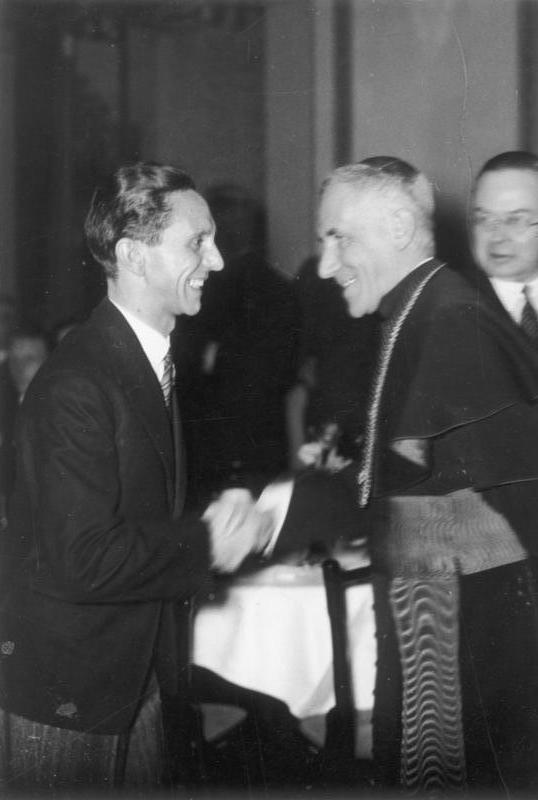
Чезаре Орсениго и Йозеф Геббельс

Чезаре Орсениго (итал. Cesare Orsenigo, 13 декабря 1873, Ольджинате, королевство Италия — 1 апреля 1946, Айхштетт, Американская зона оккупации Германии) — ватиканский дипломат, католический епископ, титулярный архиепископ Птолемаиды Ливийской с 23 июня 1922 года, апостольский нунций в Нидерландах (1922—1925), Венгрии (1925—1930) и Германии (1930—1946). Наряду с германскими послами Диего фон Бергеном и Эрнстом фон Вайцзеккером Чезаре Орсениго был связующим звеном между Святым Престолом и руководством нацистской Германии. В своей деятельности придерживался линии «компромисса и примирения» с нацистами, особенно в еврейском вопросе. Римский папа Пий XII был подвергнут критике современниками и историками за то, что не сменил Чезаре Орсениго.

## Биография
Чезаре Орсениго окончил семинарию в Милане. 5 июля 1896 года был рукоположён в священника, после чего служил настоятелем в церкви святого Феделя в Милане.
23  июня 1922 года Римский папа Пий XI назначил Чезаре Орсениго титулярным епископом Птолемаиды Ливийской и апостольским нунцием в Нидерландах. 25 июня 1922 года состоялось рукоположение Чезаре Оргсениго в епископа, которое совершил кардинал Пьетро Гаспарри.
2 июня 1925 года Чезаре Орсениго был назначен апостольским нунцием в Венгрии. 18 марта 1930 года Чезаре Орсениго был назначен апостольским нунцием в Германии после отзыва нунция Эудженио Пачелли. 2 мая 1930 года германский президент Пауль фон Гинденбург принял верительные грамоты.
Чезаре Орсениго симпатизировал итальянскому фашизму и поэтому наделся, что германский нацизм будет развиваться по этому же пути. 7 марта 1933 года он писал Пию XI, что 6 — 7 миллионов из тридцати миллионов германских католиков голосовали на нацистскую партию. В это же время он пришёл к выводу, что только компромисс с нацистами являлся единственным выходом после их победы на выборах. 20 июля 1933 года был заключён конкордат с Германией и Чезаре Орсениго призвал германских епископов поддержать нацистские власти.
4 апреля 1933 года Пий XI призвал Чезаре Орсениго рассмотреть вопрос помощи преследуемым евреям. В ответ на это обращение Чезаре Орсениго ответил, что данная инициатива Святого Престола «будет рассматриваться как вмешательство против законов и поэтому является не целесообразной». 
4 мая 1939 года Чезаре Орсениго был принят Адольфом Гитлером на аудиенции в Оберзальцберге. На этой встрече Чезаре Орсениго передал Адольфу Гитлеру предложение Римского папы Пия XII принять участие в международной конференции о предотвращении войны. 1 ноября 1939 года полномочия Чезаре Орсениго были распространены на территорию оккупированной Польши.
21 июня 1942 года Чезаре Орсениго рукоположил Йозефа Фрингса в архиепископа Кёльна.
4 ноября 1943 года состоялась часовая встреча Чезаре Орсениго с Адольфом Гитлером, во время которой был поднят вопрос преследования евреев в нацистской Германии. Эта встреча не имела успеха:

«Как только я коснулся вопроса об евреях, спокойная встреча завершилась сразу же. Гитлер повернулся ко мне спиной, подошёл к окну и начал барабанить пальцами по подоконнику. Тем не мене я продолжал выражать жалобы … Гитлер вдруг повернулся, подошёл к столику, взял стакан и яростно разбил его об пол».

8 февраля 1945 года Чезаре Орсениго подал в отставку против воли Пия XII и покинул Берлин, перебравшись в Айхштет. Союзные власти разрешили ему остаться в Айхштете, где он и скончался 1 апреля 1946 года.